# Алибаев, Нурадин Нажмеддинович
Нурадин Нажмеддинович Алибаев (каз. Нұрадин Нәжімединұлы Әлібаев, род. 10 января 1955, Туркменистан) — казахстанский учёный в области животноводства, доктор сельскохозяйственных наук (1994), профессор. Лауреат Государственной премии Республики Казахстан в области науки и техники (2005).

## Биография
Родился 10 января 1955 года в Туркменистане.
В 1977 году окончил Московскую ветеринарную академию имени А. К. Скрябина по специальности учёный-зоотехник.
В 1987 году защитил учёное звание кандидата сельскохозяйственных наук, тема диссертации: «Результаты скрещивания эдильбаевских овец с баранами сур каракалпакского типа».
С 1977 по 1979 годы — лаборант отдела генетики и селекции каракульных овец Казахского научно-исследовательского института каракулеводства.
С 1986 по 1988 годы — научный сотрудник отдела генетика и селекция каракульских овец.
С 1988 по 1991 годы — Заведующий кафедрой биотехнологии и иммунной генетики Казахского научно-исследовательского института Каракольского хозяйства.
С 2003 года — заместитель директора юго-западного научно-производственного центра сельского хозяйства.

## Научные, литературные труды
Нурадин Алибаев нашел новые методы селекции Каракульской овцы и разработал научную основу трансплантации эмбрионов каракульских овцематок, разработал практическую методику.
Основные научные работы: «Новый казахстанский тип каракульских овец», «Методы селекции в каракулеводстве», «Рекомендации по трансплантации эмбрионов у каракульских овец» и др.
Автор более 35 научных трудов, в том числе 11 авторских свидетельств и 5 рекомендаций.

## Награды и звания
- 1990 — Премия Ленинского комсомола Казахстана за обнаружение нового способа селекции Каракульской овцы и внедрение ее в производство.
- 2005 — Государственная премия Республики Казахстан в области науки и техники за работу Казахский тип каракульской породы и атырауская порода курдючных овец смушково-мясо-сальной продуктивности: методы выведения, современное состояние и перспективы развития.[3][4]